# Kontratenor
Kontratenor er en mandsstemme, hvis register svarer nogenlunde til kvindestemmernes alt. I moderne fremførelser af ældre musik synger kontratenoren ofte partier, der oprindelig er skrevet for kastratsangere.
| Musik | Spire Denne musikartikel er en spire som bør udbygges. Du er velkommen til at hjælpe Wikipedia ved at udvide den. |